# The Way, la route ensemble
Pour plus de détails, voir Fiche technique et Distribution.
The Way, la route ensemble (ou The Way – Sur le chemin de Compostelle au Québec ; The Way en version originale (anglaise) et en Espagne ; El Camino en Amérique latine) est un film américano-espagnol réalisé par Emilio Estevez, sorti en salles en Espagne en 2010, au Royaume-Uni et aux USA en 2011, en France en 2013 et en DVD en 2012.

## Synopsis
Thomas Avery (Martin Sheen), un ophtalmologue américain, apprend la mort de son fils Daniel (Emilio Estevez), en France, dans les Pyrénées, alors que celui-ci marchait sur le chemin de pèlerinage de Saint-Jacques-de-Compostelle.
Tom se rend à Saint-Jean-Pied-de-Port afin de reconnaître et ramener le corps de Daniel. Mais une fois sur place il décide, après avoir fait procéder à la crémation du corps, de transporter lui-même les cendres jusqu'à Saint-Jacques-de-Compostelle. Il débute alors sa marche d'environ 800 km, rencontrant d'autres pèlerins dont trois particulièrement vont l'accompagner dans cette aventure. Chacun d'entre eux entreprend ce pèlerinage avec une motivation particulière, espérant trouver une solution à son problème dans cette longue marche.
Tom, d'abord assez individualiste, va petit à petit s'attacher à ses compagnons de route et comprendre ainsi ce qui avait pu amener son fils, avec lequel il avait peu de contacts, à effectuer ce pèlerinage.

## Fiche technique
- Titre original : The Way
- Titre français : The Way, la route ensemble
- Titre québécois : The Way – Sur le chemin de Compostelle
- Réalisation : Emilio Estevez
- Scénario : Emilio Estevez, d'après le livre Off the Road: A Modern-Day Walk Down the Pilgrim's Route Into Spain de Jack Hitt
- Costumes : Pan Alvaro Diez, Ana Fesser
- Son : Chris Jenkins, Frank A. Montaño
- Montage : Richard Chew et Raúl Dávalos
- Musique : Tyler Bates
- Maquillage : Raquel Fidalgo
- Coiffure : Carmela Maellas
- Photographie : Juan Miguel Azpiroz
- Effets spéciaux : Raul Romanillos
- Production : Emilio Estevez, David Alexanian
  - Coproducteur : Lisa Niedenthal
  - Directeur de production : Tony Novela
  - Producteurs associés : Johannes Brinkmann, Taylor Estevez
  - Producteurs délégués : Trevor Drinkwater, Ramon Gerard Estevez, Julio Fernández, Alberto Marini, Janet Sheen, John Sloss et Stewart Till
- Sociétés de production : Filmax Entertainment, Icon Entertainment International et Elixir Films
- Distribution : Filmax (Espagne), Version Originale / Condor (France), Producers Distribution Agency (États-Unis)
- Pays d'origine : États-Unis, Espagne
- Langues originales : anglais, français, espagnol
- Durée : 121 minutes
- Genre : comédie dramatique
- Dates de sortie[1] :
  -  Canada : 10 septembre 2010 (Festival international du film de Toronto)
  -  Espagne : 19 novembre 2010
  -  États-Unis : 7 octobre 2011 (sortie limitée)
  -  France : 25 septembre 2013[2]

## Distribution
- Martin Sheen (V. F. : Marcel Guido) : Thomas « Tom » Avery
- Emilio Estevez (V. F. : William Coryn) : Daniel Avery
- Deborah Kara Unger (V. F. : Martine Irzenski) : Sarah
- Yorick van Wageningen (V. F. : Emmanuel Rausenberger) : Joost
- James Nesbitt (V.F. : Marc Saez) : Jack
- Romy Baskerville : Eunice, la patiente de Tom
- Renée Estevez : Doreen, la secrétaire de Tom
- David Alexanian : Roger
- William Holden : Cal
- Spencer Garrett (V. F. : Olivier Destrez) : Phil
- Joe Torrenueva : Père Sandoval
- Tchéky Karyo (V.F. : lui-même) : Capitaine Henri Sebastian
- Stéphane Dausse : l'employé des pompes funèbres
- Angela Molina (V. F. : Marie Vincent) : Angélica
- Simon Andreu : Don Santiago
- Patxi Pérez : le serveur
- Joan Diez : Carlo
- Carlos Leal : Jean
- Anthony von Seck : le pèlerin musicien
- Matt Clark (V. F. : Philippe Ariotti) : Père Frank

 Source et légende : version française (VF) sur RS Doublage

## Production

### Développement
L'idée originale du film est venue du fils d'Emilio Estevez, Taylor. Celui-ci, à l'âge de 19 ans, avait effectué le pèlerinage avec son grand-père, Martin Sheen. Ce pèlerinage l'avait marqué d'autant qu'il y avait rencontré celle qui deviendra son épouse.

### Distribution des rôles
Emilio Estevez retrouve son père Martin Sheen quelques années après l'avoir dirigé dans Bobby, sorti en 2006. Martin Sheen avait pourtant suggéré Mel Gibson et Michael Douglas pour le rôle principal, mais le réalisateur-scénariste avait écrit spécifiquement le personnage pour son père.
Le rôle de Doreen, la secrétaire de Tom, est tenu par Renée Estevez, la fille de Martin Sheen et la sœur d'Emilio Estevez.

### Tournage
Le tournage a débuté le 21 septembre 2009 et a duré 40 jours pendant lesquels les acteurs ont effectué entre 300 et 350 kilomètres.
La scène filmée à l'intérieur de la cathédrale de Saint-Jacques-de-Compostelle a failli ne pas exister, l'équipe n'ayant reçu l'autorisation que 48 heures avant la date prévue pour le tournage.

### Bande originale
La bande originale est composée par Tyler Bates, qui avait déjà collaboré avec Emilio Estevez sur le téléfilm Classé X. L'album contient également quelques chansons composées et interprétées par d'autres artistes.
Liste des titres
1. Ventura
2. Daniel
3. A higher place
4. Pilgrims
5. Tom begins
6. This must be the place
7. Nadal de Luientra (interprété par Berrogüetto)
8. Country road (interprété par James Taylor)
9. Tom alone
10. Spanish morning
11. Pamplona
12. Fusco (interprété par Berrogüetto)
13. My oh My (interprété par David Gray)
14. Gypsy thief
15. Ali ali oh (interprété par Coro El Encuentro Burgos)
16. Thank U (interprété par Alanis Morissette)
17. Pink Moon (interprété par Nick Drake)
18. Buen Camino
19. Santiago de Compostela
20. The Journey is the Destination
21. Muxia - A True Pilgrim

## Sortie
Après une présentation en septembre 2010 au Festival international du film de Toronto et une sortie limitée aux États-Unis, le film sort en France le 25 septembre 2013, environ 3 ans après la présentation au Festival international du film de Toronto ou la sortie en Espagne. Avant la sortie nationale française, une tournée promotionnelle débute le 9 août 2013 dans des villes situées le long des quatre chemins de Compostelle (Gap, Le Puy-en-Velay, etc.) puis dans d'autres communes jalonnant le périple religieux (Tours, Castres, Périgueux, Compiègne, Caussade, etc.) et près de la frontière espagnole (Saint-Jean-Pied-de-Port, Saint-Palais). De nombreuses autres avant-premières dans d'autres villes du sud de la France sont également prévues.